# حروق السجائر
حروق السجائر هي إصابات جلدية ناتجة عن ملامسة سيجارة أو سيجار أو أي منتج تبغ مشتعل للجلد، مما يؤدي إلى تلف الأنسجة. غالبًا ما تكون هذه الحروق متعمدة وتُستخدم كوسيلة لإساءة معاملة الأطفال أو التعذيب أو إيذاء النفس، ولكنها قد تحدث أيضًا عن طريق الخطأ.

## خصائص حروق السجائر
عادةً ما تكون دائرية الشكل، بقطر يبلغ حوالي 1 سنتيمتر (0.4 بوصة)، مع مركز ناقص التصبغ (فاتح اللون) ومحيط مفرط التصبغ (داكن اللون). في بعض الحالات، قد تؤدي هذه الحروق إلى ندوب دائمة، خاصة إذا لم يتم علاجها بشكل صحيح.

## الأسباب
من أسباب الحروق:
- الإصابة المتعمدة: تحدث نتيجة سوء المعاملة، حيث تُستخدم أحيانًا كعلامة على الإيذاء الجسدي أو النفسي.
- إيذاء النفس: بعض الأفراد الذين يعانون من اضطرابات نفسية قد يقومون بإلحاق هذه الحروق بأنفسهم كوسيلة للتعامل مع الألم العاطفي.
- التعذيب: تُستخدم في بعض الحالات من قبل الجهات القمعية أو الجماعات المسلحة كوسيلة للضغط النفسي والجسدي.
- الإصابة العرضية: يمكن أن تحدث عند سقوط رماد السيجارة على الجلد، خاصة أثناء النوم أو تحت تأثير الكحول.

## المضاعفات المحتملة
من مضاعفات الحروق:
- التهابات جلدية إذا لم يتم تطهير الحرق بشكل صحيح.
- ندوب دائمة قد تؤثر على مظهر الجلد ووظائفه.
- مشاكل نفسية، خاصة عند الضحايا الذين تعرضوا لهذه الحروق كجزء من إساءة معاملة أو تعذيب.

## طرق العلاج[10]
- التبريد الفوري: يجب تبريد المنطقة المصابة تحت الماء البارد الجاري لمدة 10-15 دقيقة لتقليل الضرر الحراري.
- تنظيف الجرح: باستخدام مطهر مناسب لمنع العدوى.
- استخدام كريمات الحروق: مثل كريمات المضادات الحيوية أو المستحضرات المخصصة لعلاج الحروق.
- التدخل الطبي: في الحالات الشديدة، قد تكون هناك حاجة إلى جراحة ترميمية أو علاجات تجميلية مثل العلاج بالليزر لإزالة الندوب.
- الدعم النفسي: ضروري لمن تعرض لهذه الحروق نتيجة سوء المعاملة أو إيذاء النفس، حيث قد يكون العلاج النفسي أو الاستشارة مفيدًا.